# Damblainville
Damblainville är en kommun i departementet Calvados i regionen Normandie i norra Frankrike. Kommunen ligger i kantonen Falaise-Sud som ligger i arrondissementet Caen. År 2022 hade Damblainville 231 invånare.

## Befolkningsutveckling
Antalet invånare i kommunen Damblainville
Referens: INSEE